# This Time (альбом Томаса Андерса)
This Time —  седьмой сольный альбом певца и композитора Томаса Андерса, выпущенный 23 февраля 2004 года.

## Об альбоме
После того, как группа Modern Talking вновь прекратила своё существование в июне 2003 года, отчасти чтобы удовлетворить спрос фанатов группы на музыкальный материал похожего направления, Томас Андерс записал и выпустил альбом «This Time». Материал представляет собой танцевальные поп-песни. Альбом является наиболее коммерчески успешным среди выпущенных до этого альбомов. В марте 2004 года альбом достиг 14-й строчки немецких чартов.
В "King of Love" использован семпл композиции 1995 года "I Want Your Love" евродэнс-певицы Corona.

## Список композиций
1. King Of Love (Hass / Stiebert / Kama) 03:34
2. Independent Girl (Boyce / Scheller /Barren) 03:40
3. Tonight Is The Night (Warnke / Suda) 03:43
4. Live Your Dream (Jordan / Trime) 03:42
5. Nothings Gonna Stop Me Now (Warnke / Suda) 03:36
6. Playing With Dynamite (Wolf / Frainer / Bonmassar) 03:11
7. Every Little Thing (Bonmassar / Frainer / Wolf) 03:40
8. World Of Stars (Jock-E / Tucker / Kotecha) 03:37
9. Night To Remember (Breitung / Kronenberger / Harning) 03:17
10. This Time (F. Bjork / Eklund / Tony Malm) 03:22
11. In Your Eyes (Anders / Ries) 04:30
12. How Deep Is Your Love (Wegener) 03:31
13. Paradise (Moritz) 03:59[3]

## Синглы и чарты
С альбома было выпущено три сингла, на каждый из которых был снят видеоклип:
1. Independent Girl / In Your Eyes (10.11.2003) (№ 17 в чартах[2], наиболее успешный сингл за всю сольную карьеру Томаса Андерса)
2. King Of Love (02.02.2004) (№ 37 в чартах[2]).
3. Tonight Is The Night / Never Been Loved Before / The First Cry (03.05.2003) (№ 60 в немецких чартах[2]).